# 5 Pułk Zmechanizowany
5 Kołobrzeski Pułk Zmechanizowany im. Otokara Jarosza (5 pz) – dawny oddział Wojsk Zmechanizowanych Sił Zbrojnych PRL i SZ RP.

## Działania bojowe
Latem 1943, w ZSRR, w składzie 2 Dywizji Piechoty im. J.H. Dąbrowskiego, został sformowany 5 pułk piechoty. Pułk po krótkim przeszkoleniu i złożeniu przysięgi dotarł na front nad Wisłę w lipcu 1944 r. W sierpniu po raz pierwszy wszedł do walki walcząc o zdobycie przyczółka na lewym brzegu rzeki w rejonie Puław. Następne bitwy w których brał udział to walki na przyczółku warecko-magnuszewskim, przełamanie Wału Pomorskiego pod Bobrujskiem i Wierzchowem, a następnie pod Kamieniem Pomorskim. 15 marca 1945 żołnierze pułku w Dziwnówku dokonali symbolicznego aktu zaślubin Polski z Bałtykiem. W operacji berlińskiej pułk wyróżnił się w walkach nad Starą Odrą, Kanałem Ruppinera i o Linum.
W uznaniu szczególnych zasług oraz męstwa wykazanego w ciężkich bojach pułk został odznaczony Krzyżem Srebrnym Orderu Virtuti Militari V klasy.
Na podstawie rozkazu Nr 079 Naczelnego Dowódcy Armii Radzieckiej z dnia 4 maja 1945 pułk został wyróżniony mianem „Kołobrzeski” chociaż nie brał udziału w bitwie o Kołobrzeg. Ponieważ rozkaz wydał Józef Stalin, pomyłka nigdy nie została sprostowana.

## Okres służby pokojowej
Po krótkim pobycie w Niemczech pułk powrócił do kraju i rozpoczął pokojowy okres swojej historii. Początkowo pełnił służbę na granicy polsko-czechosłowackiej, a następnie został przeniesiony do Hrubieszowa. Po rocznym pobycie pułk przybył do Piotrkowa Trybunalskiego, gdzie od kwietnia 1949 pełnił służbę garnizonową.
W połowie maja 1949 przeniesiony został do Szczecina i wszedł w skład 12 Dywizji Piechoty. Pułk stacjonował w koszarach przy ul. Wojska Polskiego 252. Do 1958 roku jednostka posługiwała się czterocyfrowym numerem JW 1228, a następnie – JW 3446. Ze stolicą Pomorza Zachodniego pułk związany był przez kolejne lata przechodząc w tym czasie szereg zmian organizacyjnych i zmieniając swój charakter.
W 1958 roku 5 Kołobrzeski pułk piechoty został przeformowany w 5 Kołobrzeski pułk zmechanizowany.
Na podstawie rozkazu Nr 23/MON Ministra Obrony Narodowej z dnia 28 maja 1961pułk otrzymał imię kapitana Otakara Jaroša, czechosłowackiego bohatera narodowego, który zginął w 1943, w czasie walk na Ukrainie. w związku z tym Pułk utrzymywał systematyczne kontakty z 33 pcz im. przyjaźni czechosłowacko-polskiej Czechosłowackiej Armii Ludowej z Praslavic.
22 lipca 1966 pododdziały pułku wzięły udział w defiladzie w Warszawie dla uczczenia Tysiąclecia Państwa Polskiego.
W grudniu 1970 roku żołnierze pułku ochraniali Komitet Wojewódzki PZPR w Szczecinie. Mimo podpalenia, żołnierze nie dopuścili do opanowania budynku przez demonstrantów. Wydzielone pododdziały działały również w okolicach Komendy Wojewódzkiej MO oraz gmachu Prezydium MRN.
W grudniu 1981 pułk początkowo blokował Stocznię im. Warskiego, a w dniach następnych patrolował ulice Szczecina i prowadził działania demonstracyjne.
W latach 80. XX wieku pułk używał kryptonimu Afazja.
Na podstawie zarządzenia Nr Pf 1/MON Ministra Obrony Narodowej z 12 września 1991 pułk utracił prawo do nazwy wyróżniającej i imienia patrona.
W 1995 roku pułk został rozwiązany, a w jego miejscu utworzona została 12 Brygada Zmechanizowana im. gen. broni Józefa Hallera w Szczecinie.

## Dowódcy pułku
- ppłk dypl. Łachut ( –1969)

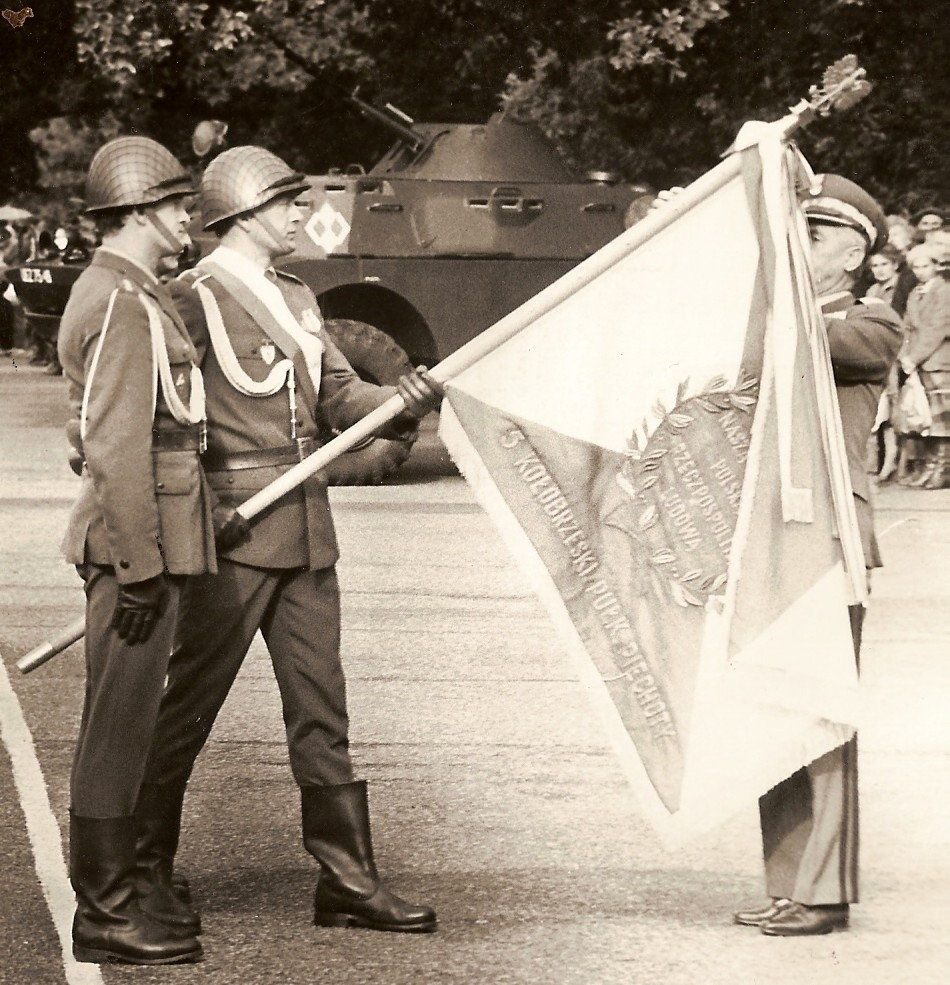
Sztandar 5 pułku zmechanizowanego

- ppłk/płk dypl. Henryk Ziemiański (1969–71)
- ppłk/płk dypl. Tadeusz Olewiński (1971–73)
- mjr/dypl. Jan Kręczkowski (1973–77)
- ppłk dypl. Ryszard Lackner (1977–78)
- mjr/ppłk dypl. Bolesław Baranowski (1978–82)
- mjr/ppłk dypl. Józef Flis (1982–84)
- ppłk dypl. Zygmunt Dominikowski (1984–86)
- ppłk dypl. Brunon Herrmann (1986–88)
- ppłk dypl. Czesław Drewniak (1992–95)
- ppłk dypl. Grzegorz Duda 1995

## Skład (lata 80. XX w.)
- Dowództwo i sztab
  - 3 x bataliony zmechanizowane
    - 3 x kompanie zmechanizowane
    - bateria moździerzy 120mm
    - pluton plot
    - pluton łączności

  - batalion czołgów
    - 3 kompanie czołgów
    - pluton łączności

  - kompania rozpoznawcza
  - bateria haubic 122mm
  - bateria ppanc
  - kompania saperów
  - bateria plot
  - kompania łączności
  - kompania zaopatrzenia
  - kompania remontowa
  - kompania medyczna
  - pluton chemiczny
  - pluton ochrony i regulacji ruchu